# Declaração de Roma
A Declaração de Roma é uma declaração redigida em Roma (Itália) em 13 de novembro de 1996 durante a Cúpula Mundial da Alimentação organizada pela Organização das Nações Unidas para a Alimentação e a Agricultura (FAO) que visa a diminuição da fome para as pessoas no mundo.

## A declaração
A declaração, que conta com o apoio de todos dos 126 países-membros (em 1996) da FAO, incluindo países industrializados como Estados Unidos, Japão, Alemanha e Reino Unido afirma o direito das pessoas a terem acesso a um alimento seguro e nutritivo e com o direito fundamental de todos a não sofrer a fome.
O objetivo final da declaração é:
| “ | Comprometemo-nos a consagrar a nossa vontade política e o nosso compromisso comum e nacional a fim de atingir uma segurança alimentar para todos e à realização de um esforço permanente para erradicar a fome em todos os países, com o objectivo imediato de reduzir, até metade do seu nível actual, o número de pessoas subalimentas até, ao mais tardar, o ano 2015. | ” |

## Situação atual
A fome é um flagelo que atinge 863,90 milhões de pessoas no mundo, dos quais 216,4 milhões são da África subsahariana e 314,3 do sul da Ásia.
| “ | Consideramos intolerável o fato que mais de 800 milhões de pessoas, a nível mundial, e, particularmente, dos países em desenvolvimento, não tenham alimentos suficientes para a satisfação das suas necessidades nutricionais básicas. Esta situação é inaceitável. A produção alimentar aumentou substancialmente, contudo, dificuldades no acesso aos alimentos a, insuficiência de rendimento a nível familiar e nacional para a compra de alimentos, a instabilidade na oferta e procura, assim como as catástrofes naturais ou as causadas pelo homem, têm impedido a satisfação das necessidades alimentares básicas. Os problemas da fome e da insegurança alimentar têm uma dimensão global e são problemas que tendem a persistir e mesmo a aumentar dramaticamente em algumas regiões, a não ser que, se tomem medidas urgentes, tendo em conta o crescimento da população e a pressão exercida sobre os recursos naturais. | ” |

| Pessoas sub-nutridas no mundo. | Pessoas sub-nutridas no mundo. | Pessoas sub-nutridas no mundo. | Pessoas sub-nutridas no mundo. | Pessoas sub-nutridas no mundo. |
| 1995-1997                      | 2001-2003                      | 2002-2004                      | ...                            | 2100                           |
| ------------------------------ | ------------------------------ | ------------------------------ | ------------------------------ | ------------------------------ |
| 801,30 milhões                 | 824,30 milhões                 | 834,00 milhões                 | ...                            | +- 1,774 bilhões               |

## Outras declarações
- A Declaração dos Direitos da Criança de 1959 e a Convenção dos Direitos da Criança de 1989.

- A Convenção Internacional dos Direitos Econômicos, Sociais e Culturais (ICESCR) de 1966, que discutiu o direito das pessoas não sofrerem fome e o direito de todos a alimentação adequada.

- A Declaração Universal sobre a Erradicação da Fome e Desnutrição de 1974, que considerou o direito das pessoas não sofrerem fome e desnutrição.

- A Convenção da Organização Mundial do Trabalho (OIT), que declara o direito à alimentação adequada aos Povos e Tribos Indígenas.